# 量词
量詞又称分類詞（classifier）、单位词，是词的一种分类，用来区分由可数名词指代的不同事物。
分类词常用于名词计数或特指的情况（例如与数词或指示词连用的时候），例如汉语中“三个人”的“个”，“两头牛”的“头”。分类词不应与名词类别混淆，后者通常不是根据词的含义分类，而是根据诸如词法来分类。

## 在语言中的分布
分类词是多数东亚语言语法的组成部分，包括汉语、日语、韓語、越南语、马来语、缅甸语、泰语、苗语，以及位于东亚和东南亚语区西部的孟加拉语和蒙达语族语言。在美洲原住民语言中，分类词存在于太平洋西北地区，尤其是在茨姆语言中，以及中美洲的诸多语言，包括古典马雅语以及它的多种衍生语言。分类词也出现在亚马逊河流域的一些语言（最有名的是亚瓜语），以及西非语言的极少数语言中。
相比之下，不仅欧洲的语言完全没有分类词，而且北亚的很多语言（乌拉尔语系、突厥语族、蒙古语族、满－通古斯语族，以及大陆的古西伯利亚语言）、澳大利亚原住民语言，以及南美洲南部和北美洲南部的诸多土著语言中都没有分类词。南岛语系可能是因为与南亚语系的交流而有了分类词，但是很多偏远地方，诸如马拉加斯语和夏威夷语，就沒有分类词。
使用分类词的语言包括汉语、波斯语、日语、韓語、东南亚诸语言、南岛语系语言、玛雅语系语言等。分类词也是美国手语的一个非常典型的特征。

## 示例
在使用名词分类词的语言中，分类词可能与名词同时出现，也可能不出现。分类词在概念上区分名词所指示的事物（而不是名词本身），通常在计数的时候使用。分类词并不是语法上的概念，而是一种词项。一种语言可能包含上百种不同的分类词。
因为分类词是词语，而不是语法功能，所以它们常常从其他语言中借用。它们在这个方面很像量词。例如在计量咖啡的“杯”数时，人们并不关心是什么样的杯子，或者什么牌子的咖啡。在这两个系统中，回答问题时都可以省略所指代的事物：
问：“多少桶水？”（“桶”是量词）
答：“两桶。”（省略了“水”）

### 汉语
在现代汉语语法中，多数名词有与之相关的一个或多个分类词。例如：
- 三双筷子
- 一个人
- 三件衬衫

文言文中并不常使用分类词，而且分类词也不是必须使用的。然而在所有现代汉语方言中，所有可数名词一般都要使用量词：“一牛”在现代汉语中是语法错误的。为每个名词选择合适的分类词是语法上的事情，有一定的任意性（虽然常常对应于基于物理特征相对定义良好的分类），而且学习汉语的人必须要记住这些分类词。与一个名词结合的分类词往往具有想象层面的联系。例如“张”最初用来表示“张开的弓”，后来用来计量“可以张开的物体”，以至于“可以铺张开的物体”，最终作为了具有“平面义”特征的事物，例如“一张纸”。如果上下文允许，名词也可以被省略，而只用数词和分类词。并不是所有的汉语分类词都来源于名词。例如“把”是一个动词，意思是“抓”，因此也可以作为量词，计量“有把手可以抓的物体”。
许多时候，汉语分类词同时具有形容词或物理量的含义，并不单纯是为了数数，不是冗余，如“一只鞋、一双鞋”、“一瓶水、一杯水、一滴水……”、“一张纸、一叠纸”、“五米布、十斤面……”，类似含义在英语中需要用of短语来表达。

### 英语
英语中並不常使用分类词，虽然少量特殊的名词确实会与分类词一起出现：
- five sheets of paper ——五張紙
- a loaf of bread ——一片麵包
- a piece of cake ——一塊蛋糕
- five head of cattle ——五頭牛（牧场術語）
- ten stem of roses ——十枝玫瑰（花艺術語）
- three pair（或者pairs） of shoes ——三雙鞋子

注意，以上的量词都是单数形式。如果改成复数形式，前两个短语可能会有不同的含义或拼法。

### 俄语
俄语不常用分类词，但有些特殊名词也要连接分类词以表示其形态。
分类词在俄语中常以主格出现，其后接名词属格。俄语没有冠词，故表示单数时为分类词主格+名词属格：
- лист бумаги 一张纸
- стакан чая 一杯茶
- пачка сигарет 一包烟

如果是复数形式，则根据俄语的数词加名词属格单数或复数规则，将原本为单数主格的分类词变为相应的属格形式。
- три ведра воды 三桶水

### 法语
法语并不是很有成效地使用分类词，虽然少量特殊的名词确实会和分类词同时出现：
- Une tête de bétail （和英语中的“a head of cattle”含义相同)
- Une paire de lunettes/jumelles/gants/chaussures/baguettes （一“双”眼睛/望远镜/手套/鞋子/筷子……）
- Une botte de radis （一“根”萝卜）
- Un pied de roses （一“枝”玫瑰）

### 韓語
韓語中數數時也必須使用量詞。
在韓語中，「장（張）」就是用於被子、毯子，或者像纸一样的片狀物件的量詞，和中文裡「一張紙」的道理相似。另外，例如“三件衬衫”就是“와이셔츠 세벌（衬衫三件）”。
韓語中有兩套數字：固有词和汉字词。而數數時多使用前者：“열 과”表示“十科”，而“십 과”表示“十課”；後者則一般只用於報時。

### 马来语/印度尼西亚语
在马来语语法中，分类词用于计数所有的具体名词，包括短语名词。不管是确定还是不确定，只要名词和分类词一起使用，就不用叠词化。在不正式的场合，如果上下文不言而喻的话，分类词也可以和数词单独使用，而不跟名词。
| 马来语 | 汉语字面翻译                                                   | 汉语翻译                |
| ------ | -------------------------------------------------------------- | ----------------------- |
|        | 一[动物的分类词] 水牛                                          | 一头水牛                |
|        | 二 [人的分类词] 学生 [确定标记].                               | 这两个学生              |
|        | 多少 [事物通用分类词] 轿车 [关系词] 卖？ 三 [事物通用分类词]。 | 卖了多少辆轿车？ 三辆。 |
|        | 一杯 咖啡                                                      | 一杯咖啡                |
|        | 我 听到 四 [枪声的分类词] 枪声。                               | 我听到四声枪响。        |

分类词必须用于有形的物体，所以并不能用于抽象名词，例如“satu wawasan”（“一 愿景”，没有分类词）。

### 缅甸语
在缅甸语中，分类词是以助词的形式用于计数或计量名词。分类词直接跟在数词的后面。如果上下文允许，分类词指示的名词可以省略，因为很多分类词会暗示出含义。
| 缅甸语                                           | 汉语字面翻译                                          | 汉语翻译         |
| ------------------------------------------------ | ----------------------------------------------------- | ---------------- |
| θù tù n̥ə t͡ʃʰáʊ̃ ʃḭ dè Thu tu hna chaung shi de    | 他-筷子-二-[细长物体的分类词]-有-[指示现在时态的助词] | 他有两根筷子。   |
| zəbwé kʰù̃ n̥ə kʰṵ ʃḭ là Zabwe khun-hna khu shi la | 桌子-七-[事物通用分类词]-有-[指示疑问的助词]          | 你有七张桌子吗？ |
| lù tə ú lu ta u                                  | 人-一-[人的分类词]                                    | 一个人           |

### 日语
在日语语法中，当用数词计数名词的时候必须使用分类词。选择合适的分类词基于名词所指示事物的种类和形状。分类词与数词相结合，有时要采用几种不同的形式。
| 日语            | 汉语字面翻译               | 汉语翻译 |
| --------------- | -------------------------- | -------- |
| enpitsu go-hon  | 铅笔五[圆柱形物体的分类词] | 五支铅笔 |
| inu san-biki    | 狗三[动物的分类词]         | 三条狗   |
| kodomo yo-nin   | 孩子四[人的分类词]         | 四个孩子 |
| niwatori san-ba | 鸡三[鸟类的分类词]         | 三只鸡   |
| yotto san-sō    | 游艇三[船的分类词]         | 三艘游艇 |
| kuruma ichi-dai | 车一[机械的分类词]         | 一台车   |
| toranpu ni-mai  | 纸牌二[平面物体的分类词]   | 两张纸牌 |
| shatsu san-mai  | 衬衫三[平面物体的分类词]   | 三件衬衫 |

### 越南语
越南语使用与汉语、日语、韓語差不多的一套分类词。
| 越南语                   | 汉语字面翻译              | 汉语翻译     |
| ------------------------ | ------------------------- | ------------ |
| 代码：vie 升级为代码：vi | 三 [衣服的分类词] 上 长衣 | 三件越式旗袍 |

### 孟加拉语
虽然是典型的印欧语系语言，孟加拉语也使用分类词。在孟加拉语中，当名词与数词一起使用时必须有一个对应的分类词。多数名词都使用通用的分类词“ţa”，同时还有很多专用的量词，例如“jon”只用作人的分类词。不过孟加拉语中的量词还是远远少于汉语和日语。和汉语一样，孟加拉语的名词并不因为数量的不同而发生屈折变化。
| 孟加拉语（拉丁文字）    | 汉语字面翻译        | 汉语翻译       |
| ----------------------- | ------------------- | -------------- |
| Nôe-ţa ghoŗi            | 九-[分类词] 时      | 九时           |
| Kôe-ţa balish           | 多少-[分类词] 枕头  | 多少（个）枕头 |
| Ônek-jon lok            | 许多-[分类词] 人    | 许多人         |
| Char-pañch-jon shikkhôk | 四-五-[分类词] 教师 | 四五名教师     |

与汉语的情况类似，在孟加拉语中计数名词而不使用量词（例如说“aţ biŗal”而不是“aţ-ţa biŗal”表示“八只猫”）会被视为不符合语法。然而，如果计数的名词不是主格或者数量非常大的时候，省略分类词也非常普遍。例如“aţ biŗaler desh”表示“eight cats-possessive country”，“panc bhUte khelo”表示“five ghosts-instrumental ate”，“ek sho lok esechhe”表示“一百个人过来了”。还有一种情况分类词有可能被丢掉，就是句子的重点不在实际的计数上，而在于陈述事实。例如“amar char chhele”表示“我有四个儿子”。后缀“-ţa”来自于“goţa”（“块”），也作为定冠词使用。
省略名词而保留分类词是符合语法的，而且很普遍。例如，“Shudhu êk-jon thakbe.”（“只有一[分类词jon]会留下”）并没有歧义，它表示“只有一个人会留下”，因为分类词“jon”只能用作人的分类词。“lok”（“人”）的含义就隐含其中了。

### 尼泊尔语
尼泊尔语的分类词系统和孟加拉语非常相似，用“-वटा”作为物体的分类词，“-जना”作为人的分类词。

### 美国手语
在美国手语中，分类词结构用于描述位置、状态（大小和形状），以及物体如何人工处理。表达这一类结构的特定手势就体现了分类词的功能。多种手势能够表示出整个实体；表示物体是怎样处理的，工具是如何使用的；表示肢体；并且用来表达实体的多种特征，诸如尺寸、形状、质地、位置，以及移动的路径和方式。分类词被很多手语学家接受，但同时另一些人则发出了议论，认为这些分类词结构并不能在所有的方面与口语中的分类词平行，并且更倾向于使用其他的表示，诸如多语素或多成分的手势。
举例：
- "1"作为分类词：用于站立或细长的物体
- “A”作为分类词：用于紧密的物体
- “C”作为分类词：用于圆柱形物体
- “3”作为分类词：用于车辆
- “Y”作为分类词：用于飞机

## 与名词分类的比较
分类词与名词分类不同。
- 分类词系统通常包含20个或更多的分类词（与名词一同出现，但分属不同詞素）。一百个分类词是很普遍的，400个分类词也被证明存在了。名词分类系统通常仅包含二到二十个类别，使某种语言的所有名词分属这些类别。
- 不是每个名词都需要分类词，而且许多名词可以有不止一个分类词。在具有名词分类的语言中，每个名词通常归属于一个且仅有一个类别，其展现形式为单词形态或者上下文和语法功能。同一个被指代的事物可以被属于不同类别的名词指代，诸如德语中的“die Frau”（“女人”，“妻子”，陰性）和“das Weib”（“女人”，“妻子”，中性）。
- 名词类别通常由词语的屈折变化来标记，例如通过不能在句子中独立出现的规范词素。类别可能在名词本身上标记出来，也可能在名词短语的其它成分，或者在与此名词保持一致的句子中标记出来。名词的分类词总是自由词素，出现在同一个名词短语中。这些分类词不会与名词结合成构词单元，而且动词不会与名词体现出一致。
- 分类词仅仅出现在某些语法环境中。另外，分类词的使用可能受语言的运用和文體，以及书面和口头语言的选择所影响。通常，文体越正式，分类词的使用就越丰富，而且使用的频率也越高。名词分类标记则是在任何情况下都强制使用的。
- 名词的分类词通常来自用于具体、离散、可移动的物体名称。而名词分类标记则一般是没有任何字面意思的词缀。

无论如何，这两者之间并没有明确划出的分界线。分类词常常演变成分类系统，它们是一个统一体的两个极端。